# Abora
Abora (łac. Diocesis Aborensis) – stolica historycznej diecezji w Cesarstwie rzymskim w prowincji Afryka Prokonsularna, sufragania metropolii Kartagina. Współcześnie w Tunezji. Obecnie katolickie biskupstwo tytularne.

## Biskupi tytularni
| Lp. | Biskup                         | Funkcja                                             | Od                | Do               |
| --- | ------------------------------ | --------------------------------------------------- | ----------------- | ---------------- |
| 1   | Bruno-Augustin Hippel          | wikariusz apostolski Oudtshoorn (Południowa Afryka) | 9 grudnia 1948    | 11 stycznia 1951 |
| 2   | Jean de Vienne de Hautefeuille | emerytowany biskup Tianjin (Chiny)                  | 14 czerwca 1951   | 21 września 1957 |
| 3   | Vincentas Sladkevičius         | administrator apostolski Kaišiadorys (Litwa)        | 14 listopada 1957 | 28 czerwca 1988  |
| 4   | Vincent Malone                 | biskup pomocniczy Liverpoolu (Wielka Brytania)      | 13 maja 1989      | 18 maja 2020     |
| 5   | Jeffrey Grob                   | biskup pomocniczy Chicago (USA)                     | 11 września 2020  | 4 listopada 2024 |
| 6   | Jean Tailleur                  | biskup pomocniczy Quebecu                           | 12 grudnia 2024   |                  |